# DDR-Leichtathletik-Meisterschaften 1988
Die DDR-Leichtathletik-Meisterschaften wurden 1988 zum 39. Mal ausgetragen und fanden vom 24. bis 26. Juni zum ersten Mal im Rostocker Ostseestadion statt, bei denen in 31 Disziplinen (18 Männer/13 Frauen) die Meister ermittelt wurden. An den drei Wettkampftagen besuchten 45.000 Zuschauer (Freitag: 12.000, Samstag: 14.000 und Sonntag: 19.000) die Veranstaltung.
Bei den Männern gelang es acht Athleten (Emmelmann (200 m), Schönlebe (400 m), Herold (1500 m), Ackermann (400 m Hürden), Melzer (3000 m Hindernis), Langhammer (Stab), Schult (Diskus) und Haber (Hammer)) ihren Titel aus dem Vorjahr zu verteidigen, was bei den Frauen sechs Athletinnen (Müller (400 m), Wachtel (800 m), Ullrich (3000 m), Busch (400 m Hürden), Drechsler (Weit) und Felke (Speer)) gelang.
Für die sportlichen Höhepunkte neben vielen Weltklasseleistungen sorgten der 18-jährige Sven Matthes mit einem neuen Junioren-Europarekord im 100-Meter-Lauf, aufgestellt im Zwischenlauf und Beate Anders mit dem neuen DDR-Rekord im 5000-Meter-Bahngehen.
Die Ehrenpreise des Generalsekretärs des ZK der SED und Vorsitzenden des Staatsrates der DDR, Erich Honecker, erhielten für die besten Leistungen der Meisterschaften bei den Frauen Heike Drechsler für ihren 200-Meter-Lauf und bei den Männern der Geher Ronald Weigel. Beide kamen den Weltrekorden in ihren Disziplinen Prozentual am nächsten.
Wie üblich wurden aus zeitlichen oder organisatorischen Gründen verschiedene Wettbewerbe aus dem Programm der in Rostock stattfindenden Hauptveranstaltung ausgelagert und an andere Orte zu anderen Terminen vergeben. In diesem Jahr waren dies die 10.000-Meter-Läufe, die Marathonläufe, die Staffeln über 4-mal 100 Meter und 4-mal 400 Meter, bei den Frauen das 10-km-Gehen, bei den Männern das 50-km-Gehen, der Siebenkampf (Frauen) sowie der Zehnkampf (Männer) und wie jedes Jahr die Crossläufe.
Dabei verteidigten die Berlinerin Kathrin Ullrich und der Rostocker Hansjörg Kunze im 10.000-Meter-Lauf, Beate Anders im 10-km-Gehen sowie die Frauenstaffel vom SC Motor Jena über 4 × 100 m und der Männerstaffel vom SC Karl-Marx-Stadt über 4 × 400 m ihre Titel erfolgreich. Für Kunze war es zugleich der dritte Triumph in Folge. Die 17-jährige Anke Schäning vom SC Empor Rostock stellte als Zweitplatzierte eine neue Junioren-Weltbestleistung im 10.000-Meter-Lauf auf.
Zu zwei Meisterehren kamen in diesem Jahr Marlies Göhr, Heike Drechsler, Kathrin Ullrich, Beate Anders, Andrea Fleischer, Thomas Schönlebe, Uwe Ackermann, Ronald Weigel und Rainer Wachenbrunner. Die erfolgreichste Mannschaft bei den Meisterschaften war der SC Motor Jena mit insgesamt 11 Gold-, 1 Silber- und 4 Bronzemedaillen.

## Hauptveranstaltung

### Männer

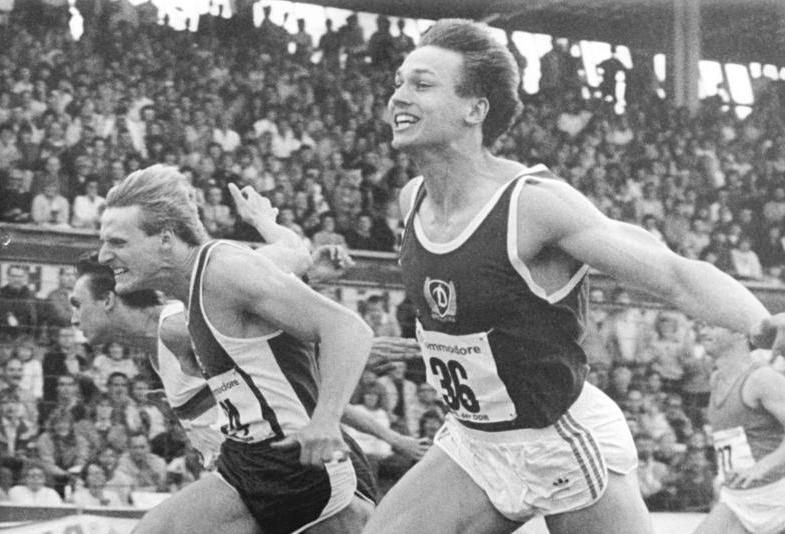
Der 18-jährige Sven Matthes (r.) bei seinem Sieg im 100-Meter-Lauf vor Steffen Bringmann (l.).

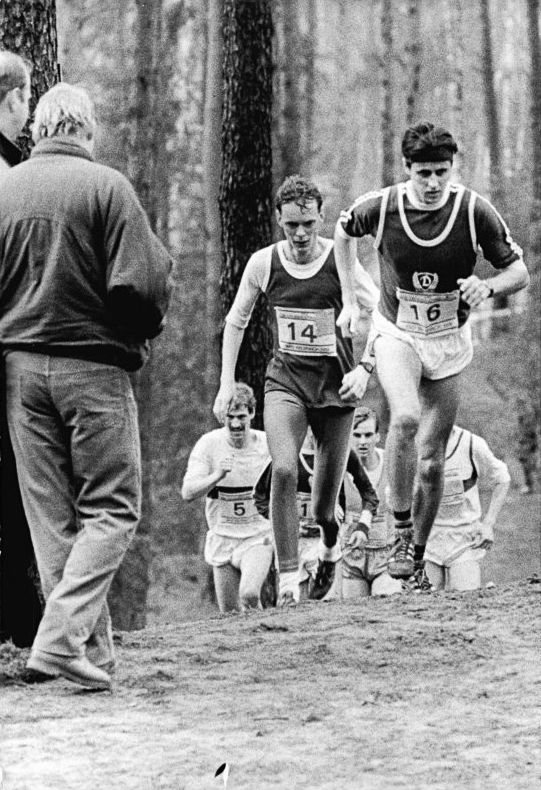
Neuer Meister im Crosslauf auf der 12-km-Strecke wurde der Berliner Rainer Wachenbrunner (Nr. 16) vor seinem Clubkamerad Axel Krippschock (Nr. 14).

| Disziplin                     | Gold                                   | Gold         | Silber                               | Silber       | Bronze                               | Bronze       |
| 0100 m (Wind: +0,2 m/s)       | Sven Matthes SC Dynamo Berlin          | 10,19 s      | Steffen Bringmann SC DHfK Leipzig    | 10,21 s      | Frank Emmelmann SC Magdeburg         | 10,26 s      |
| 0200 m                        | Frank Emmelmann SC Magdeburg           | 20,37 s      | Olaf Prenzler SC Magdeburg           | 20,73 s      | Torsten Heimrath SC Traktor Schwerin | 20,89 s      |
| 0400 m                        | Thomas Schönlebe SC Karl-Marx-Stadt    | 45,56 s      | Mathias Schersing SC Chemie Halle    | 46,15 s      | Jens Carlowitz SC Karl-Marx-Stadt    | 46,20 s      |
| 0800 m                        | Ralph Schumann SC Traktor Schwerin     | 1:47,38 min  | Jürgen Herms SC Einheit Dresden      | 1:47,99 min  | Jens Behmer SC Neubrandenburg        | 1:48,21 min  |
| 1500 m                        | Jens-Peter Herold ASK Vorwärts Potsdam | 3:46,62 min  | Andreas Busse SC Einheit Dresden     | 3:47,29 min  | Ivo Schutte SC Cottbus               | 3:47,51 min  |
| 5000 m                        | Axel Krippschock SC Dynamo Berlin      | 13:48,63 min | Werner Schildhauer SC Chemie Halle   | 13:48,87 min | Olaf Dorow SC Empor Rostock          | 13:49,49 min |
| 110 m Hürden (Wind: +1,4 m/s) | Holger Pohland SC DHfK Leipzig         | 13,67 s      | Andreas Oschkenat SC Dynamo Berlin   | 13,70 s      | Jörg Rölz SC Neubrandenburg          | 14,18 s      |
| 400 m Hürden                  | Uwe Ackermann SC Karl-Marx-Stadt       | 50,15 s      | Hans-Jürgen Ende SC Magdeburg        | 50,68 s      | Volker Thiel SC Motor Jena           | 51,74 s      |
| 3000 m Hindernis              | Hagen Melzer SC Einheit Dresden        | 8:19,22 min  | Frank Ruhkieck SC Traktor Schwerin   | 8:32,51 min  | Uwe Pflügner SC Turbine Erfurt       | 8:39,18 min  |
| 20-km-Gehen                   | Ronald Weigel ASK Vorwärts Potsdam     | 1:20:57 h    | Bernd Gummelt ASK Vorwärts Potsdam   | 1:21:45 h    | Dietmar Meisch TSC Berlin            | 1:22:15 h    |
| Hochsprung                    | Gerd Wessig SC Traktor Schwerin        | 2,26 m       | Torsten Marschner SC Einheit Dresden | 2,14 m       | Carsten Siebert SC Cottbus           | 2,14 m       |
| Stabhochsprung                | Uwe Langhammer SC Motor Jena           | 5,60 m       | Christoph Pietz SC Dynamo Berlin     | 5,40 m       | Enrico Mann SC Cottbus               | 5,40 m       |
| Weitsprung                    | Ron Beer SC Dynamo Berlin              | 7,92 m       | Jörg Pohl SC Empor Rostock           | 7,81 m       | Andre Reichelt SC Einheit Dresden    | 7,80 m       |
| Dreisprung                    | Volker Mai SC Neubrandenburg           | 16,80 m      | Dirk Gamlin SC Traktor Schwerin      | 16,66 m      | Thomas Rex SC Turbine Erfurt         | 16,24 m      |
| Kugelstoßen                   | Ulf Timmermann TSC Berlin              | 21,88 m      | Udo Beyer ASK Vorwärts Potsdam       | 20,92 m      | Klaus Görmer SC DHfK Leipzig         | 19,50 m      |
| Diskuswurf                    | Jürgen Schult SC Traktor Schwerin      | 66,92 m      | Andreas Becker SC Empor Rostock      | 62,60 m      | Lutz Friedrich SC Karl-Marx-Stadt    | 60,96 m      |
| Hammerwurf                    | Ralf Haber SC Karl-Marx-Stadt          | 80,30 m      | Gunther Rodehau SC Einheit Dresden   | 79,04 m      | Jörn Hübner SC Cottbus               | 74,38 m      |
| Speerwurf                     | Silvio Warsönke SC Cottbus             | 82,64 m      | Gerald Weiß SC Traktor Schwerin      | 81,92 m      | Steffen Kauerauf SC DHfK Leipzig     | 76,64 m      |

1. ↑  Sven Matthes stellte im Zwischenlauf mit 10,18 s einen neuen Junioren-Europarekord auf.

### Frauen

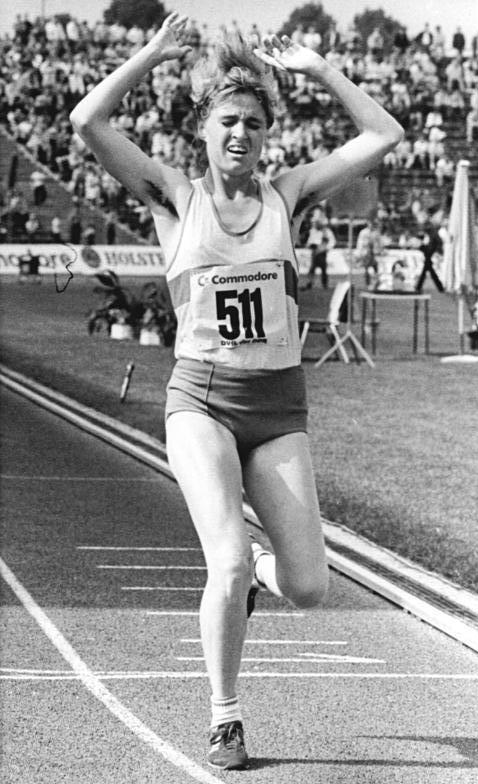
Im Rahmenwettbewerb dem 5000-m-Bahngehen erzielte Beate Anders einen neuen DDR-Rekord.

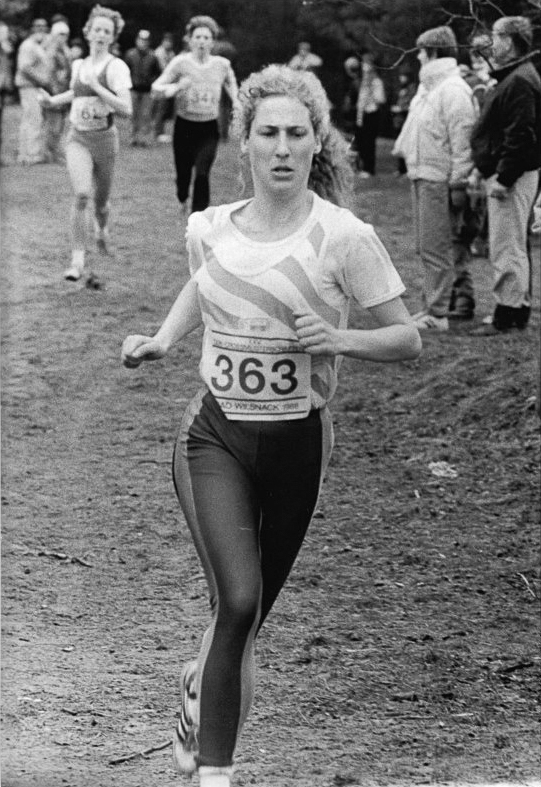
Den Titel im Crosslauf auf der 2-km-Strecke sicherte sich Andrea Fleischer aus Jena

| Disziplin                         | Gold                                | Gold         | Silber                                | Silber       | Bronze                                 | Bronze       |
| 0100 m (Wind: +0,0 m/s)           | Marlies Göhr SC Motor Jena          | 11,07 s      | Silke Möller SC Empor Rostock         | 11,07 s      | Ingrid Lange SC Motor Jena             | 11,39 s      |
| 0200 m                            | Heike Drechsler SC Motor Jena       | 21,84 s      | Silke Möller SC Empor Rostock         | 22,30 s      | Heike Morgenstern ASK Vorwärts Potsdam | 22,81 s      |
| 0400 m                            | Petra Müller SC Chemie Halle        | 50,26 s      | Kirsten Emmelmann SC Magdeburg        | 50,99 s      | Dagmar Neubauer SC Turbine Erfurt      | 51,20 s      |
| 0800 m                            | Christine Wachtel SC Neubrandenburg | 1:58,29 min  | Sigrun Wodars SC Neubrandenburg       | 1:58,65 min  | Martina Steuk TSC Berlin               | 1:59,95 min  |
| 1500 m                            | Birgit Barth SC Dynamo Berlin       | 4:09,33 min  | Andrea Hahmann ASK Vorwärts Potsdam   | 4:09,77 min  | Ellen Kießling SC Einheit Dresden      | 4:09,93 min  |
| 3000 m                            | Kathrin Ullrich SC Dynamo Berlin    | 8:48,80 min  | Ellen Kießling SC Einheit Dresden     | 9:05,87 min  | Gabriele Veith SC Cottbus              | 9:07,13 min  |
| 100 m Hürden (Wind: +2,0 m/s)     | Cornelia Oschkenat SC Dynamo Berlin | 12,52 s      | Kerstin Knabe SC DHfK Leipzig         | 12,80 s      | Kristin Patzwahl SC DHfK Leipzig       | 12,95 s      |
| 400 m Hürden                      | Sabine Busch SC Turbine Erfurt      | 54,11 s      | Ellen Fiedler SC Dynamo Berlin        | 54,74 s      | Susanne Losch SC Turbine Erfurt        | 54,89 s      |
| Rahmenwettbewerb 5000 m Bahngehen | Beate Anders TSC Berlin             | 21:35,28 min | Dagmar Grimmenstein SC Turbine Erfurt | 22:58,61 min | Simone Thust SC DHfK Leipzig           | 23:05,__ min |
| Hochsprung                        | Gabriele Günz SC DHfK Leipzig       | 1,91 m       | Susanne Beyer SC Dynamo Berlin        | 1,91 m       | Kerstin Brandt SC Empor Rostock        | 1,91 m       |
| Weitsprung                        | Heike Drechsler SC Motor Jena       | 7,20 m       | Heike Grabe SC Magdeburg              | 6,50 m       | Gaby Ehlert SC DHfK Leipzig            | 6,49 m       |
| Kugelstoßen                       | Kathrin Neimke SC Magdeburg         | 21,06 m      | Ines Müller SC Empor Rostock          | 20,96 m      | Heike Hartwig SC Dynamo Berlin         | 20,62 m      |
| Diskuswurf                        | Diana Gansky ASK Vorwärts Potsdam   | 72,54 m      | Gabriele Reinsch SC Cottbus           | 71,88 m      | Silvia Madetzky SC Chemie Halle        | 67,00 m      |
| Speerwurf                         | Petra Felke SC Motor Jena           | 73,86 m      | Silke Renk SC Chemie Halle            | 71,00 m      | Beate Koch SC Motor Jena               | 68,32 m      |

## Ausgelagerte Wettbewerbe
Wie üblich wurden aus zeitlichen oder organisatorischen Gründen verschiedene Wettbewerbe nicht im Rahmen der in Rostock stattfindenden Hauptveranstaltung ausgetragen.
Terminkalender der ausgelagerten Wettbewerbe in chronologischer Reihenfolge:
- Crosslauf: Bad Wilsnack, 27. März
- Gehen: 2,5 km Rundkurs beim 19. internationalen Straßengehen in Naumburg (Saale), 1. Mai – Männer: 50-km-Gehen / Frauen: 10-km-Gehen
- Mehrkämpfe: im Max-Reimann-Stadion von Cottbus, 28. bis 29. Mai – Männer: Zehnkampf / Frauen: Siebenkampf
- 4-mal-100-Meter-Staffeln und 4-mal-400-Meter-Staffeln: im Rahmen der ersten Olympiaqualifikation im Ernst-Abbe-Sportfeld von Jena, 4. Juni
- 10.000-Meter-Lauf: im Rahmen des Läufertages im Stadion Luftschiffhafen von Potsdam, 8. Juni
- Marathonlauf: auf dem Inselgelände von Eisenhüttenstadt, 16. Oktober

### Männer
| Disziplin                      | Gold                                                                         | Gold         | Silber                                                                   | Silber       | Bronze                                                                              | Bronze       |
| 10.000 m                       | Hansjörg Kunze SC Empor Rostock                                              | 27:55,85 min | Axel Krippschock SC Dynamo Berlin                                        | 28:03,51 min | Rainer Wachenbrunner SC Dynamo Berlin                                               | 28:19,94 min |
| Marathon                       | Rainer Wachenbrunner SC Dynamo Berlin                                        | 2:17:19,6 h  | Roland Günther SC Magdeburg                                              | 2:21:46,7 h  | Enrico Rösner BSG Motor Ammendorf                                                   | 2:27:18,2 h  |
| 4 × 100 m                      | SC Motor Jena Jörg Treffer Jens Heinrich Gerd Umlauft Heiko Truppel          | 40,09 s      | SC Dynamo Berlin Lars Olbrich Sven Matthes Svend Maly Andreas Oschkenat  | 40,12 s      | SC Karl-Marx-Stadt Arne Rinckleb Axel Jang Jens Carlowitz Thomas Schönlebe          | 40,17 s      |
| 4 × 400 m                      | SC Karl-Marx-Stadt Rico Lieder Uwe Ackermann Jens Carlowitz Thomas Schönlebe | 3:06,38 min  | ASK Vorwärts Potsdam Ralph Walter Dirk Lukas Guido Lieske Thomas Miethig | 3:09,13 min  | SC Turbine Erfurt Michael Gerlach Andreas Tschida Hauke Fuhlbrügge Matthias Schober | 3:12,22 min  |
| 50-km-Gehen                    | Ronald Weigel ASK Vorwärts Potsdam                                           | 3:42:33 h    | Dietmar Meisch TSC Berlin                                                | 3:46:55 h    | Bernd Gummelt ASK Vorwärts Potsdam                                                  | 4:00:10 h    |
| Zehnkampf                      | Uwe Freimuth ASK Vorwärts Potsdam                                            | 8290 Punkte  | Thomas Fahner ASK Vorwärts Potsdam                                       | 8276 Punkte  | Christian Schenk SC Empor Rostock                                                   | 8225 Punkte  |
| Crosslauf Mittelstrecke – 4 km | Olaf Beyer ASK Vorwärts Potsdam                                              | 11:15,8 min  | Hauke Fuhlbrügge SC Turbine Erfurt                                       | 11:16,3 min  | Jan Burzik ASK Vorwärts Potsdam                                                     | 11:27,1 min  |
| Crosslauf Langstrecke – 12 km  | Rainer Wachenbrunner SC Dynamo Berlin                                        | 36:15,8 min  | Axel Krippschock SC Dynamo Berlin                                        | 36:26,3 min  | Frank Kase SC Chemie Halle                                                          | 36:30,7 min  |

### Frauen
| Disziplin                      | Gold                                                                               | Gold         | Silber                                                                    | Silber       | Bronze                                                                       | Bronze       |
| 10.000 m                       | Kathrin Ullrich SC Dynamo Berlin                                                   | 31:26,79 min | Anke Schäning SC Empor Rostock                                            | 32:44,52 min | Birgit Jerschabek SC Traktor Schwerin                                        | 33:29,33 min |
| Marathon                       | Andrea Fleischer SC Motor Jena                                                     | 2:49:50,1 h  | Kristina Garlipp SC Motor Jena                                            | 2:52:00,1 h  | Kerstin Herzberg SC Motor Jena                                               | 2:53:34,5 h  |
| 4 × 100 m                      | SC Motor Jena Karina Knuhr Sabine Günther Ingrid Lange Marlies Göhr                | 43,40 s      | SC Magdeburg Anette Kersten Manuela Braun Diana Dietz Heike Theele        | 44,04 s      | SC Neubrandenburg Doreen Fahrendorff Katrin Krabbe Manuela Derr Grit Breuer  | 44,12 s      |
| 4 × 400 m                      | SC Turbine Erfurt Katrin Schreiter Dagmar Neubauer Daniela Steinecke Susanne Losch | 3:29,12 min  | SC Magdeburg Stefanie Fabert Cornelia Ullrich Heike Tillack Kati Bohmeier | 3:38,99 min  | SC Dynamo Berlin Constanze Taube Andrea Dittner Beate Kuhls Ulrike Schmiedel | 3:49,06 min  |
| 10-km-Gehen                    | Beate Anders TSC Berlin                                                            | 46:28 min    | Claudia Barthel BSG Lokomotive Magdeburg                                  | 58:35 min    | Antje Kahr BSG Lokomotive Wittenberge                                        | 1:00:33 h    |
| Siebenkampf                    | Heike Tischler SC Motor Jena                                                       | 6404 Punkte  | Ines Schulz SC Karl-Marx-Stadt                                            | 6396 Punkte  | Birgit Gautzsch SC Karl-Marx-Stadt                                           | 6146 Punkte  |
| Crosslauf Mittelstrecke – 2 km | Andrea Fleischer SC Motor Jena                                                     | 6:26,1 min   | Ellen Kießling SC Einheit Dresden                                         | 6:27,1 min   | Claudia Riedel SC Karl-Marx-Stadt                                            | 6:28,0 min   |
| Crosslauf Langstrecke – 8 km   | Kristina Garlipp SC Motor Jena                                                     | 28:07,9 min  | Kathrin Wolf SC Einheit Dresden                                           | 29:12,5 min  | Jeanette Hennig SC Traktor Schwerin                                          | 29:27,2 min  |

## Medaillenspiegel
Der Medaillenspiegel umfasst die Medaillengewinner und -gewinnerinnen aller Wettbewerbe.
| Platz | Verein                                           | Verein                     | Gold | Silber | Bronze | Gesamt |
| 01    | Logo vom SC Motor Jena                           | SC Motor Jena              | 110  | 1      | 4      | 160    |
| 02    | Logo vom SC Dynamo Berlin                        | SC Dynamo Berlin           | 9    | 7      | 3      | 190    |
| 03    | Logo vom ASK Vorwärts Potsdam                    | ASK Vorwärts Potsdam       | 6    | 5      | 3      | 140    |
| 04    | Logo vom SC Karl-Marx-Stadt                      | SC Karl-Marx-Stadt         | 4    | 1      | 5      | 100    |
| 05    | Logo vom SC Traktor Schwerin                     | SC Traktor Schwerin        | 3    | 3      | 3      | 9      |
| 06    | Logo vom SC Magdeburg                            | SC Magdeburg               | 2    | 7      | 1      | 100    |
| 07    |                                                  | SC DHfK Leipzig            | 2    | 2      | 4      | 8      |
| 08    | Logo vom SC Neubrandenburg                       | SC Neubrandenburg          | 2    | 1      | 3      | 6      |
| 09    | Logo vom TSC Berlin                              | TSC Berlin                 | 2    | 1      | 2      | 5      |
| 10    | Logo vom SC Turbine Erfurt                       | SC Turbine Erfurt          | 2    | 1      | 5      | 8      |
| 11    | Logo vom SC Einheit Dresden                      | SC Einheit Dresden         | 1    | 7      | 2      | 100    |
| 12    | Logo vom SC Empor Rostock                        | SC Empor Rostock           | 1    | 6      | 3      | 100    |
| 13    | Logo vom SC Chemie Halle                         | SC Chemie Halle            | 1    | 3      | 2      | 6      |
| 14    | Logo vom SC Cottbus                              | SC Cottbus                 | 1    | 1      | 5      | 7      |
| 15    | kein Logo der BSG Lokomotive Magdeburg vorhanden | BSG Lokomotive Magdeburg   | –    | 1      | –      | 1      |
| 16    | Logo der BSG Motor Ammendorf                     | BSG Motor Ammendorf        | –    | –      | 1      | 1      |
| 16    | Logo der BSG Lokomotive Wittenberge              | BSG Lokomotive Wittenberge | –    | –      | 1      | 1      |
|       | Total                                            | Total                      | 47   | 47     | 47     | 141    |

## Randnotizen
Traditionell wurden im Rahmen der Meisterschaften erfolgreiche Athleten vergangener Jahre feierlich aus der Nationalmannschaft verabschiedet. Unter den Athleten, die ihre Laufbahn beendeten, befanden sich Uwe Hohn, Marita Koch und Ramona Neubert.